# Beata Woźna
Beata Woźna (ur. 28 sierpnia 1965 w Świdnicy) – polska siatkarka, mistrzyni i reprezentantka Polski.

## Kariera sportowa
Jest wychowanką Polonii Świdnica. W barwach tego klubu debiutowała w sezonie 1981/1982 w rozgrywkach II-ligowych, a w 1984 wywalczyła brązowy medal mistrzostw Polski juniorek. Od 1985 była zawodniczką BKS Stal Bielsko-Biała. W bialskim klubie grała przez 11 sezonów, do 1997 (sezon 1989/1990 opuściła ze względów zdrowotnych). W tym czasie wywalczyła cztery tytuły mistrza Polski (1988, 1989, 1991, 1996), cztery tytuły wicemistrza Polski (1987, 1992, 1994, 1995), dwa brązowe medale mistrzostw Polski (1993, 1997) oraz trzykrotnie Puchar Polski (1988, 1989, 1990). Zakończyła karierę w 1997.
W latach 1985–1993 wystąpiła w 18 spotkaniach reprezentacji Polski seniorek, m.in. na mistrzostwach Europy w 1985 (7. miejsce).

## Życie prywatne
Od 2002 pracuje w Papui-Nowej Gwinei jako misjonarka Biblijnego Stowarzyszenia Misyjnego z Ustronia. Wraz z Brytyjką Theresą Wilson skodyfikowała język seimat, a następnie wspólnie przetłumaczyły na ten język Nowy Testament, który został wydany w formie papierowej w maju 2013 roku.